# Преображение Господне (Скравена)
„Свето Преображение Господне“ е манастир в землището на село Скравена, Софийска област.

## История
Смята се, че е построен с богато дарение от цар Иван Асен II около 1240 г., който минавайки в района харесва мястото и нарежда да бъде изградена духовна обител. Превръща се в голямо духовно средище с над 40 монаси. Манастирът изпълнява ролята на духовна школа. В нея се обучават монаси, които са изпращани да служат в различни духовни средища на тогавашната българска държава. По това време поддържа връзка с Етрополския и Гложенския манастир. През 1479 г. е разграбен, опожарен и сринат до основи от турците, а монасите и калугерите са избити.
Възстановен е през 1608 г., а в 1632 г. е изографисан от Пимен Зографски. През 1864 г. повторно е разрушен и ограбен, а монасите са мъченически изклани. Според старо предание един от тях побягнал, носейки със себе си светите мощи от манастира, но в местността Креща бил настигнат и съсечен с ятаган. Там от камъка избликнало изворче с целебна вода.
Останките от манастира са открити от проф. Петър Мутафчиев при обиколката му из манастирите в България през 1915 г. и описан в том 2 на съчиненията му.
Върху намерените основи през 1930 г. е възстановен храмът, в който и до днес личат останки от старите зидове и изографисването им. До манастира се стига само пеша.

## Галерия
- Фрески от манастира
- Фрески от манастира
- Фрески от манастира